# Thecophora curticornis
Thecophora curticornis är en tvåvingeart som först beskrevs av Krober 1916.  Thecophora curticornis ingår i släktet Thecophora och familjen stekelflugor.
Artens utbredningsområde är Tunisien. Inga underarter finns listade i Catalogue of Life.